# 徐敬原
徐敬原（1942年12月—），男，汉族，江苏兴化人，中华人民共和国政治人物，曾任中共六盘水市委书记，贵州省人大常委会副主任。